# Ceratitis turneri
Ceratitis turneri är en tvåvingeart som först beskrevs av Munro 1937.  Ceratitis turneri ingår i släktet Ceratitis och familjen borrflugor. Inga underarter finns listade i Catalogue of Life.